# Ben Dodwell
Ben Dodwell, né le 17 avril 1972 à Melbourne, est un rameur d'aviron australien. 

## Carrière
Ben Dodwell a participé aux Jeux olympiques de 1996 à Atlanta. Il a remporté la médaille de bronze  avec le quatre sans barreur australien composé de James Stewart, Bo Hanson et Geoff Stewart.